# Бутівська сільська рада (Сосницький район)
Бу́тівська сільська́ ра́да — адміністративно-територіальна одиниця та орган місцевого самоврядування в Сосницькому районі Чернігівської області. Адміністративний центр — село Бутівка.

## Загальні відомості
Бутівська сільська рада утворена у 1919 році.
- Територія ради: 57,812 км²
- Населення ради: 919 осіб (станом на 2001 рік)

## Населені пункти
Сільській раді були підпорядковані населені пункти:
- с. Бутівка
- с. Бондарівка
- с-ще Мала Бондарівка
- с. Польове
- с. Старобутівка

## Склад ради
Рада складалася з 14 депутатів та голови.
- Голова ради: Горда Анатолій Іванович
- Секретар ради: Іващенко Таїсія Олександрівна

### Керівний склад попередніх скликань
| Прізвище, ім'я, по батькові | Основні відомості                                                                       | Дата обрання | Дата звільнення |
| --------------------------- | --------------------------------------------------------------------------------------- | ------------ | --------------- |
| Горда Анатолій Іванович     | Сільський голова, 1960 року народження, член Народної партії                            | 26.03.2006   | 31.10.2010      |
| Собчук Олександр Петрович   | Сільський голова, 1970 року народження, освіта середня спеціальна, член Партії регіонів | 31.10.2010   | 01.01.2014      |
| Горда Анатолій Іванович     | Сільський голова, 1960 року народження, освіта середня спеціальна, безпартійний         | 25.05.2014   |                 |

Примітка: таблиця складена за даними сайту Верховної Ради України

### Депутати
За результатами місцевих виборів 2010 року депутатами ради стали:

#### За суб'єктами висування
| Суб'єкт висування                 | Кількість обраних депутатів | %    |
| --------------------------------- | --------------------------- | ---- |
| Партія регіонів                   | 8                           | 57,1 |
| Політична партія «Сильна Україна» | 5                           | 35,7 |
| Самовисування                     | 1                           | 7,1  |

#### За округами
| № округу                          | Прізвище, ім'я, по батькові       | Дата визнання обраним | Освіта             | Партійна приналежність                  | Відомості про обраного депутата                                                     |
| --------------------------------- | --------------------------------- | --------------------- | ------------------ | --------------------------------------- | ----------------------------------------------------------------------------------- |
| Партія регіонів                   |                                   |                       |                    |                                         |                                                                                     |
| 1                                 | Потійко Віталій Федорович         | 01.11.2010            | середня спеціальна | позапартійний                           | сільська лікарня, фельдшер                                                          |
| 2                                 | Шило В'ячеслав Васильович         | 01.11.2010            | середня спеціальна | позапартійний                           | пенсіонер                                                                           |
| 4                                 | Чижик Віктор Іванович             | 01.11.2010            | середня спеціальна | позапартійний                           | тимчасово не працює                                                                 |
| 7                                 | Кузьменко Катерина Олександрівна  | 01.11.2010            | вища               | позапартійна                            | Стаціонарне відділення для проживання одиноких непрацездатних громадян, завідувачка |
| 9                                 | Савченко Станіслав Миколайович    | 01.11.2010            | середня            | позапартійний                           | ПСП «Бутівське», комірник                                                           |
| 10                                | Попович Віталій Петрович          | 01.11.2010            | середня спеціальна | член Партії регіонів                    | ПСП «Бутівське», токар                                                              |
| 12                                | Супрун Євген Петрович             | 01.11.2010            | середня спеціальна | член Партії регіонів                    | фірма «Стрілок», охоронець                                                          |
| 13                                | Михайленко Вадим Анатолійович     | 01.11.2010            | вища               | член Партії регіонів                    | тимчасово не працює                                                                 |
| Політична партія «Сильна Україна» |                                   |                       |                    |                                         |                                                                                     |
| 3                                 | Іващенко Таїса Олександрівна      | 01.11.2010            | вища               | член Політичної партії «Сильна Україна» | Бутівська сільська рада, секретар                                                   |
| 6                                 | Чижик Оксана Федорівна            | 01.11.2010            | середня спеціальна | член Політичної партії «Сильна Україна» | Бутівська сільська бібліотека, бібліотекар                                          |
| 8                                 | Козацький Олександр Володимирович | 01.11.2010            | середня спеціальна | член Політичної партії «Сильна Україна» | тимчасово не працює                                                                 |
| 11                                | Іващенко Володимир Михайлович     | 01.11.2010            | вища               | член Політичної партії «Сильна Україна» | Бутівська загальноосвітня школа, вчитель                                            |
| 14                                | Алексенко Валентина Володимирівна | 01.11.2010            | вища               | позапартійна                            | Бондарівське відділення зв'язку, завідувачка                                        |
| Самовисування                     |                                   |                       |                    |                                         |                                                                                     |
| 5                                 | Стрілець Надія Василівна          | 01.11.2010            | середня            | позапартійна                            | тимчасово не працює                                                                 |